# Sadel
 Denne artikel bør gennemlæses af en person med fagkendskab for at sikre den faglige korrekthed.

En sadel eller saddel er et sæde til en rytter eller til last. Den er fastgjort til et dyr ved en gjord. Den er formgivet efter heste, til kameler og andre dyr.
Det vides ikke, hvornår nogen begyndte at polstre eller beskytte menneske og dyr, men et tæppe med en eller anden form for gjord var sandsynligvis den oprindelige sadel. Sadler med træbom er en senere opfindelse.
Selv om stigbøjlen gik forud for opfindelsen af sadlen af træ, blev stigbøjler, som er fastgjort til træsadlen, sidste del i den grundlæggende form, som stadig anvendes. I dag findes sadler til specifikke discipliner inden for ridning. De kræver omhyggelig tilpasning for både rytter og hest. Korrekt sadelpleje kan forlænge levetiden for en sadel i årtier.